# Villié-Morgon
Villié-Morgon és un municipi francès situat al departament del Roine i a la regió d'Alvèrnia-Roine-Alps. L'any 2007 tenia 1.792 habitants.

## Demografia[Cal actualitzar]

### Població
El 2007 la població de fet de Villié-Morgon era de 1.792 persones. Hi havia 684 famílies de les quals 171 eren unipersonals (53 homes vivint sols i 118 dones vivint soles), 205 parelles sense fills, 251 parelles amb fills i 57 famílies monoparentals amb fills.
La població ha evolucionat segons el següent gràfic:
Habitants censats

### Habitatges
El 2007 hi havia 861 habitatges, 695 eren l'habitatge principal de la família, 82 eren segones residències i 84 estaven desocupats. 767 eren cases i 94 eren apartaments. Dels 695 habitatges principals, 484 estaven ocupats pels seus propietaris, 182 estaven llogats i ocupats pels llogaters i 28 estaven cedits a títol gratuït; 1 tenia una cambra, 40 en tenien dues, 82 en tenien tres, 179 en tenien quatre i 394 en tenien cinc o més. 558 habitatges disposaven pel capbaix d'una plaça de pàrquing. A 311 habitatges hi havia un automòbil i a 344 n'hi havia dos o més.

### Piràmide de població
La piràmide de població per edats i sexe el 2009 era:
| Homes | Edats   | Dones |
| ----- | ------- | ----- |
| 0     | 95 o +  | 0     |
| 8     | 90 a 94 | 0     |
| 8     | 85 a 89 | 24    |
| 0     | 80 a 84 | 24    |
| 28    | 75 a 79 | 48    |
| 32    | 70 a 74 | 40    |
| 36    | 65 a 69 | 48    |
| 44    | 60 a 64 | 44    |
| 52    | 55 a 59 | 40    |
| 64    | 50 a 54 | 64    |
| 72    | 45 a 49 | 60    |
| 44    | 40 a 44 | 48    |
| 60    | 35 a 39 | 68    |
| 68    | 30 a 34 | 52    |
| 24    | 25 a 29 | 36    |
| 44    | 20 a 24 | 20    |
| 60    | 15 a 19 | 28    |
| 44    | 10 a 14 | 52    |
| 52    | 5 a 9   | 60    |
| 44    | 0 a 4   | 32    |

## Economia
El 2007 la població en edat de treballar era de 1.132 persones, 883 eren actives i 249 eren inactives. De les 883 persones actives 842 estaven ocupades (445 homes i 397 dones) i 41 estaven aturades (9 homes i 32 dones). De les 249 persones inactives 109 estaven jubilades, 94 estaven estudiant i 46 estaven classificades com a «altres inactius».

### Ingressos
El 2009 a Villié-Morgon hi havia 739 unitats fiscals que integraven 1.888 persones, la mediana anual d'ingressos fiscals per persona era de 17.835 €.

### Activitats econòmiques
Dels 122 establiments que hi havia el 2007, 3 eren d'empreses alimentàries, 10 d'empreses de fabricació d'altres productes industrials, 11 d'empreses de construcció, 39 d'empreses de comerç i reparació d'automòbils, 4 d'empreses de transport, 10 d'empreses d'hostatgeria i restauració, 3 d'empreses d'informació i comunicació, 6 d'empreses financeres, 7 d'empreses immobiliàries, 15 d'empreses de serveis, 10 d'entitats de l'administració pública i 4 d'empreses classificades com a «altres activitats de serveis».
Dels 24 establiments de servei als particulars que hi havia el 2009, 1 era una oficina de correu, 2 oficines bancàries, 4 tallers de reparació d'automòbils i de material agrícola, 2 paletes, 1 guixaire pintor, 2 fusteries, 3 lampisteries, 1 electricista, 2 perruqueries i 6 restaurants.
Dels 11 establiments comercials que hi havia el 2009, 1 era una botiga de menys de 120 m², 3 fleques, 2 carnisseries, 1 una llibreria, 2 botigues d'equipament de la llar i 2 floristeries.
L'any 2000 a Villié-Morgon hi havia 209 explotacions agrícoles que ocupaven un total de 1.352 hectàrees.

## Equipaments sanitaris i escolars
L'únic equipament sanitari que hi havia el 2009 era una farmàcia.
El 2009 hi havia 1 escola maternal i 2 escoles elementals. Villié-Morgon disposava d'un col·legi d'educació secundària amb 407 alumnes.

## Poblacions més properes
El següent diagrama mostra les poblacions més properes.